# Destins mêlés (websérie)
 (juin 2025).
La mise en forme du texte ne suit pas les recommandations de Wikipédia : il faut le « wikifier ».
Les points d'amélioration suivants sont les cas les plus fréquents :
- Les titres sont pré-formatés par le logiciel. Ils ne sont ni en capitales, ni en gras.
- Le texte ne doit pas être écrit en capitales (les noms de famille non plus), ni en gras, ni en italique, ni en « petit »…
- Le gras n'est utilisé que pour surligner le titre de l'article dans l'introduction, une seule fois.
- L'italique est rarement utilisé : mots en langue étrangère, titres d'œuvres, noms de bateaux, etc.
- Les citations ne sont pas en italique mais en corps de texte normal. Elles sont entourées par des guillemets français : « et ».
- Les listes à puces sont à éviter, des paragraphes rédigés étant largement préférés. Les tableaux sont à réserver à la présentation de données structurées (résultats, etc.).
- Les appels de note de bas de page (petits chiffres en exposant, introduits par l'outil «  Source ») sont à placer entre la fin de phrase et le point final[comme ça].
- Les liens internes (vers d'autres articles de Wikipédia) sont à choisir avec parcimonie. Créez des liens vers des articles approfondissant le sujet. Les termes génériques sans rapport avec le sujet sont à éviter, ainsi que les répétitions de liens vers un même terme.
- Les liens externes sont à placer uniquement dans une section « Liens externes », à la fin de l'article. Ces liens sont à choisir avec parcimonie suivant les règles définies. Si un lien sert de source à l'article, son insertion dans le texte est à faire par les notes de bas de page.
- La présentation des références doit suivre les conventions bibliographiques. Il est recommandé d'utiliser les modèles {{Ouvrage}}, {{Chapitre}}, {{Article}}, {{Lien web}} et/ou {{Bibliographie}}. Le mode d'édition visuel peut mettre en forme automatiquement les références.
- Insérer une infobox (cadre d'informations à droite) n'est pas obligatoire pour parachever la mise en page.

Pour une aide détaillée, merci de consulter Aide:Wikification.
Si vous pensez que ces points ont été résolus, vous pouvez retirer ce bandeau et améliorer la mise en forme d'un autre article.
 (mai 2025).
 (mai 2025).
Destins Mêlés est une websérie documentaire française, réalisée par Bastien Mathieu et produite par la Fédération Française de Rugby (FFR). Lancée en octobre 2021, la série suit les coulisses du XV de France masculin à travers ses grandes compétitions internationales. Chaque saison est consacrée à un tournoi ou une tournée majeure, proposant une immersion dans la vie du groupe France.

## Fiche technique
- Titre : Destins Mêlés
- Réalisateur et monteur : Bastien Mathieu
- Production : Fédération Française de Rugby (FFR)
- Genre : Documentaire, sport
- Format : Websérie
- Langue : Français
- Diffusion : YouTube et site officiel de la FFR
- Première diffusion : 26 octobre 2021
- Nombre de saisons : 10 (en cours)
- Durée des épisodes : 8 à 52 minutes
- Périodicité : Suivant les compétitions du XV de France

## Concept
Chaque épisode de Destins Mêlés plonge le spectateur dans le quotidien du XV de France masculin : préparation physique, réunions stratégiques, moments de vie, interventions d'invités prestigieux, discours des entraîneurs, et émotions d’avant et d’après-match. Le format propose une narration sensible et immersive qui humanise les joueurs, met en lumière l’envers du décor et illustre la construction collective d’un groupe.

## Saisons
| Saison   | Compétition couverte         | Date de diffusion | Nombre d'épisodes | Liste d’épisodes |
| -------- | ---------------------------- | ----------------- | ----------------- | --- |
| Saison 1 | Tournée d'automne 2021       | Oct.-Nov. 2021    | 5                 | L’Esprit Bleu ; Bleu de travail ; Enfin réunis ; Envie de progresser ; All Bleus |
| Saison 2 | Tournoi des Six Nations 2022 | Fév.-Mars 2022    | 6                 | Légion Bleus ; Nouveau défi ; Feux Verts ; Les leçons du passé ; Défense d'entrée ; Grand Chelem |
| Saison 3 | Tournée d'été 2022 au Japon  | Juillet 2022      | 3                 | Soleil devant ; Hajime 初め ; Sore Made それまで |
| Saison 4 | Tournée d'automne 2022       | Nov. 2022         | 4                 | Retrouvailles automnales ; Défi austral ; Choc de champions ; Toujours invaincus |
| Saison 5 | Tournoi des Six Nations 2023 | Fév.-Mars 2023    | 6                 | Nouveaux rêves ; Cap sur Rome ; Duel au sommet ; Se relever ensemble ; Crunch Time ; Dernière ligne droite |
| Saison 6 | Coupe du Monde 2023          | Août-Oct. 2023    | 11                | Bleus au coeur ; Feu sacré ; Des obstacles à franchir ; Des hommes et des âmes ; Premier duel ; A l’aube du défi ; Epreuve de courage ; Famille Bleue ; Place au rugby ; Au sommet de l’effort ; Sous haute précision |
| Saison 7 | Tournoi des Six Nations 2024 | Janv.-Mars 2024   | 6                 | Retour en pleine puissance ; Faire face ensemble ; Esprit de révolte ; Cœur de Lyon ; L’épreuve italienne ; Le cœur des hommes                                                                                        |
| Saison 8 | Tournée d'été 2024           | Juin-Juillet 2024 | 2                 | Galop d'essai ; Première jeunesse |
| Saison 9 | Tournée d'automne 2024       | Nov. 2024         | 4                 | Objectif 2027 ; Force Spéciale ; Perpétuelle exigence ; vent de fraîcheur |

Pour le Tournoi des Six Nations 2025, Destins Mêlés change de format avec un film en deux parties, sorties en mars 2025.

## Réception
Destins Mêlés est régulièrement saluée pour sa qualité de réalisation et son ton humain. Elle participe à renforcer le lien entre le XV de France et le public. Plusieurs épisodes cumulant des centaines de milliers de vues sur YouTube, la websérie est devenue un rendez-vous attendu par les supporters à chaque compétition majeure.
Elle a été mentionnée dans la presse sportive française (L'Équipe, Rugbyrama, Le Parisien, Le Figaro) et a contribué à la stratégie de communication immersive de la FFR, notamment distinguée au Grand Prix Stratégies de la communication 2022.

## Sources
- https://www.ffr.fr
- https://www.leparisien.fr/sports/rugby/xv-de-france/xv-de-france-macron-laporte-aux-guignols-et-mbappe-dans-les-coulisses-du-match-face-aux-all-blacks-10-09-2023-GU4TWVQWGVG63K36ITQ3R7CRYA.php
- https://actu.fr/sports/rugby/xv-de-france/video-bielle-biarrey-emu-pour-son-pote-flament-chambre-dans-les-coulisses-du-xv-de-france_60019870.html
- https://www.youtube.com/@FranceRugby
- https://www.lefigaro.fr/sports/rugby/xv-de-france/xv-de-france-en-video-l-emouvante-remise-des-maillots-par-vakatawa-et-le-roux-la-veille-de-france-australie-20221108
- https://www.lequipe.fr/Rugby/Actualites/-miette-par-miette-les-enfants-les-coulisses-du-discours-de-fabien-galthie-a-la-mi-temps-d-irlande-france/1549014
- https://www.lerugbynistere.fr/videos/6-nations-video-quand-penaud-colle-un-revers-aux-freres-lebrun-la-sequence-insolite-du-xv-de-france-0203251559.php
- https://www.strategies.fr/creations/federation-francaise-de-rugby-en-interne-destins-meles